# 파파독
《파파독》은 2016년 2월 12일부터 2016년 5월 12일까지 KBS 2TV에서 매주 목요일 오후 5시 30분에 방송된 애니메이션이다. 해외 출장나갔다가 돌아오는 중에 개로 변신한 아버지와 골목 대장이 된 딸의 모습을 그린 가족 시트콤 형태의 작품이다. KBS 2TV에서는 15세 시청 등급이고 투니버스에서는 12세 시청 등급이다. 《파파독: 개 수상한 이웃》의 1부는 2018년 6월 7일부터 10월 24일까지 방영했으며, 투니버스에서는 2018년 8월 8일부터 11월 7일까지 매주 수요일 오후 8시에 1화 2부로 방영했다. 2부는 2019년 4월 17일부터 7월 10일까지 매주 수요일 오후 5시에 방영했다.

## 방영 일시

### 2기 1부
| 방영 채널 | 방영 기간                                               | 방영 시간                           |
| --------- | ------------------------------------------------------- | ----------------------------------- |
| KBS 2TV   | 2018년 6월 7일 ~ 9월 6일                                | 목요일 오후 5시 ~ 5시 15분          |
| KBS 2TV   | 2018년 9월 12일 ~ 9월 19일 2018년 10월 17일 ~ 10월 24일 | 수요일 오후 5시 ~ 5시 30분          |
| KBS 2TV   | 2018년 10월 2일                                         | 화요일 오후 5시 ~ 5시 30분          |
| KBS 2TV   | 2018년 10월 8일 · 10월 10일                             | 월요일 · 수요일 오후 5시 ~ 5시 30분 |
| 투니버스  | 2018년 8월 8일 ~ 11월 7일                               | 수요일 오후 8시 ~ 8시 30분          |

### 2기 2부
| 방영 채널 | 방영 기간                  | 방영 시간                  |
| --------- | -------------------------- | -------------------------- |
| KBS 2TV   | 2019년 4월 17일 ~ 7월 10일 | 수요일 오후 5시 ~ 5시 30분 |
| 투니버스  | 2019년 6월 5일 ~ 8월 28일  | 수요일 오후 8시 ~ 8시 30분 |

## 줄거리
늘 사랑스럽고 씩씩한 골목대장 별이. 하지만 그런 별이도 가끔은 쓸쓸한 모습을 보일 때가 있다. 그 이유는 별이의 가장 친한 친구이자 든든한 보호자가 되어 주었던 아빠가 해외 출장을 갔기 때문이다. 오늘도 홀로 가방을 챙기고 학교로 향하는 별이.
그런데 웬 개 한 마리가 앞을 가로막는다. 별이를 보며 반갑다는 듯 꼬리를 흔들던 개! 갑자기 두 발로 일어나더니 사람처럼 말을 한다. “별아, 내가 네 아빠다, I’m your father!” 눈이 휘둥그래진 별이, 그리고 감정이 북받치는 듯 눈물을 흘리는 개!
과연 어떻게 된 일일까?
'개'가 된 아빠와의 생활이야기!

## 등장 인물
백설기,강천,강백,만수르는 2기부터 나오는 인물이다.

### 유별 네 가족
- 유봉구/파파 - 나이는 1977년생 만 39세. 투니제과 해외영업부 소속. 장기출장으로 집을 비우는 일이 많다. 늘 'P' 자가 새겨진 파란색 모자를 쓰고 다닌다. 자장면과 맥주를 좋아하고 프로레슬링을 동경하며 그 기술들을 딸에게 전수한다. 3인조 여성 그룹 큐티스의 열혈팬이다.

1년 동안 아프리카로 출장을 나갔다가 한국으로 돌아오는 비행기 안에서 도움을 드린 할아버지가 답례로 주신 개 조각상을 잃어버리는 바람에 개로 변신하게 된다. 개로 변했을 때 이름은 '파파' 이고, 이 이름은 별이가 붙여준 이름이다. 개로 변신한 이후로는 유일하게 말이 통하는 별이가 가는 곳마다 따라다니며 여러 가지 도움을 주지만 때로는 의도치 않게 일이 꼬이기도 한다. 학교에 올 때마다 자신을 쫓아내는 교감선생님과는 천적관계. 개코 탐정단의 마스코트.
- 백향기 - 1979년 4월 2일생. 나이는 만 37세. 심쿵제과 기획개발팀 소속. 24시간이 모자란 워킹 열혈 엄마. 유봉구가 개로 변신한 이후로는 실질적인 집안의 가장이다.

회사에서는 베테랑 사원이지만 집에서는 3남매의 엄마이다. 늘 아침마다 벌어지는 전쟁 때문에 정신이 오락가락 하여 작은 사고들을 일으키지만 그럴 때마다 늘 별이의 도움을 많이 받는다. 쌍둥이들을 챙기느라 별이에게 신경을 써주지 못해 미안해 한다.
- 유별 - 나이는 10살. 꿀잼초등학교 3학년 1반 소속. 유봉구와 백향기의 맏딸. 시은이와 한우의 절친. 아빠를 닮아서 운동 신경이 좋아 운동 중에 제일 좋아하는 운동은 프로레슬링이다. 3인조 여성 그룹 큐티스의 열혈팬이다.

유봉구가 개가 되어가는 과정을 본 인물이다. 전쟁이 벌어지는 아침마다 바쁜 엄마를 대신하여 쌍둥이를 돌봐준다. 엄마가 위기에 처할 때 가장 빨리 나서서 엄마를 구해주는 엄마의 든든한 보디가드. 시은이의 영향을 받아 유행에 관심이 아주 없지는 않다. 큐티스의 노래로 시은이와 한우와 함께 오디션에 출현한다. 개코 탐정단의 명탐정. 우빈, 강백과 삼곽관계?
- 유천하 & 유장사 - 유봉구와 백향기의 쌍둥이 아들이자 별이의 동생들. 아빠의 운동신경을 물려받았기 때문에 나이에 맞지 않는 괴력을 소유하고 있다.

아프리카의 정기를 받고 태어난 쌍둥이들이다. 어느 날 집에 갑자기 나타난 '파파'와 함께 노는 것을 좋아한다. 파란색 옷을 입은 아이는 '천하' 이고, 노란색 옷을 입은 아이는 '장사'이다.
- 백설기 - 별이의 이모로, 천하와 장사를 돌보기 위해 왔다. 뚱뚱하다.

### 이시은 네 가족
- 이감욱 - 이시은의 아버지. 과묵하다 못해 말이 없어서 아내가 항상 옆에서 대사를 읊어준다. 파파의 이상한 행동을 보아도 과묵한 성격탓에 아무에게도 말하지 못하고 혼자서 끙끙 앓는 인물이다.
- 김미자 - 시은이의 어머니이자 짱짱 아파트 부녀회장. 매사에 참견하고 나대기 좋아한다.
- 이시은 - 나이는 10살. 꿀잼초등학교 3학년 1반 소속. 별이와 한우의 절친. 유행에 예민하고, 패션에 관심이 많다. 핸드폰으로 인증샷을 많이 찍는다. 3인조 여성 그룹 큐티스의 열혈팬. 개코 탐정단의 연기 담당.

### 강천 네 가족
- 강천: 개로 변한 아버지를 사람으로 되돌리기 위해 개조각상을 찾아다닌다.
- 강백: 강천의 아들. 훈훈한 외모로 전학 온 첫 날부터 인기가 많다. 과묵한 성격으로 말이 없다.
- 강만술/만수르: 나이의 영향으로 치매에 걸려 일상의 80% 이상이 정신줄을 놓은 상태이며, 가끔 제정신으로 돌아온다. 그 때문에 어렵게 얻은 정보도 쉽게 잊어버린다.

### 같은 반 친구들
- 최한우 - 나이는 10살. 꿀잼초등학교 3학년 1반 소속. 별이와 시은이의 절친. 누나가 4명인지라 예민하고 소심한 면이 있다. 3인조 여성 그룹 큐티스의 열혈팬. 개코 탐정단의 아이디어를 먼저 낸 사람이자 탐정단의 파워를 담당함. 별명은 나는돈가스.
- 김우빈 - 나이는 10살. 꿀잼초등학교 3학년 1반 소속. 쿨하고 시원시원한 소년으로 잘생긴 외모로 운동과 공부 모두 잘하는 엄친아. 기계를 다룰 줄 알고 만들 줄도 안다. 때문에 개코 탐정단에서 기계를 담당한다. 별이를 좋아한다.
- 박동찬 - 나이는 10살. 꿀잼초등학교 3학년 1반 소속. 3총사 유별, 이시은, 최한우와 상극인 악동으로, 철이 없고 고집이 세며 장난치는 것을 좋아한다. 티격태격해도 그들이 하는 모든 일에 빠짐없이 참여하는 아이. 3인조 여성 그룹 큐티스의 팬. 개코 탐정단에서 평소 장난에 써왔던 도구들로 시너지 효과를 내는 일명 '골탕의 신' 역할을 톡톡히 해내고 있다.
- 주현아 - 나이는 10살. 꿀잼초등학교 3학년 1반 소속. 촬영으로 인해 결석을 자주한다. 나서는 것을 좋아해서 학교의 어떤 행사에도 빠지지 않고 MC역할을 자처한다. 자기가 인기많은 유명 아역배우로 생각하고 있다.

### 학교 선생님과 관련 인물
- 최규칙 - 꿀잼초등학교 교감선생님이다. 깐깐하고 무서운 성격으로 인해 학교에서는 대마왕이라 불린다.
- 강한이 - 별이네 반 담임 선생님. 교육철학은 '어렸을 땐 신나게 뛰어 노는 것이 최고'이다. 첫 인상과는 다르게 무척이나 마음이 따뜻한 선생님이다. 아이들의 갈등은 운동으로 풀고 친해지는 것도 운동으로 친해져야 한다는 자신만의 철학을 가지고 아이들을 지도한다. 늘 추리닝 차림에 체육시간이면 아이들과 어울려 축구 한 판을 하는, 아이들과 소통을 많이 하는 선생님이다.양호선생님을 좋아한다.

### 파파독과 관련된 인물들
- 꼬붕1/깜찍이 - 터프한 전라도 사투리를 구사. 파파독에게 배운 쾌변춤을 아침마다 춘다. 기계를 다루는 능력이 뛰어나다. 주인에게 애교를 떠는 것이 수준급이다.
- 꼬붕2/알렉스 - 코믹한 조선족 사투리를 구사. 파파독에게 배운 쾌변춤을 아침마다 춘다. 뛰어난 미적 감각을 가지고 있으며 취미는 그림그리기이다.
- 줄리엣 - 파파를 짝사랑 하는 동네 개이다. 평소엔 지저분하고 꾀죄죄해 보이지만, 길게 내린 앞머리 밑에는 초롱초롱한 눈이 숨어있다.

### 단역
- 할아버지 - 유봉구를 개로 만든 장본인. 1화 '우리 아빠는 개 입니다' 편에서 나온 인물이다. 비행기 안에서 유봉구의 도움을 받고 한국에 도착한 후 유봉구에게 집안 가보로 내려오는 개 조각상을 선물한다. 유봉구가 개 조각상을 잃어버리자 갑자기 등장 하여 유봉구에게 개 조각상을 찾지 못하면 평생 개로 살아야 한다는 경고를 주고 사라져 버린다. 'LOVE PEACE' 가 새겨진 모자를 쓰고 다닌다.
- 마부장 - 3화 '엄마의 하루' 편에서 나온 인물이다. 심쿵제과 기획개발팀 부장으로 백향기의 상사이다. 한 때 유봉구가 심쿵제과에서 근무 하였을 때 유봉구의 상사였었다. 직장경력이 어느 정도 되는 백향기에게 커피 심부름을 시키고, 뒷담화를 하는 등 인성이 좋지 않다.
- 훈 - 5화 '별이가 왕따라고?' 편에서 나온 인물이다. 나이는 10살. 꿀잼초등학교 3학년 1반 소속. '비듬이 많다'라는 이유 하나로 3학년 1반에서 왕따를 당하고 있다. 그러나 별이 덕분에 친구들 사이에 낄 수 있게 되었다. 개 수상한 이웃 100점을 향해 박치기에서도 등장한다.
- 김헐규 - 7화 '한우 남자만들기' 편에서 나온 인물이다. 청코너 두 번째 선수로서 초등학생 같지 않은 덩치의 소유자이다.
- 최졸부 - 9화 '개 조각상을 찾아라' 편에서 나온 인물이다. 대박그룹의 회장이다. 경매에서 비싼 돈을 주고 유봉구가 잃어버린 개 조각상을 샀다. 뉴스를 보고 찾아 온 듯한 별이와 파파가 자기의 개 조각상을 노리는 것을 알고 가짜로 바꿔 놓는다. 헬리콥터를 타고 바다를 지나는 도중 헬리콥터가 흔들리는 바람에 그만 개 조각상을 바다에 빠트리고 만다.
- 백장미 외 2명 - 11화 '무서운 언니들' 편에서 나온 인물이다. 나이는 12살. 꿀잼초등학교 5학년 재학중. 들리는 소문에 의하면 중학생 언니들과도 어울린다는 말이 있을 정도로 악명 높은 아이이다. 바닥에 떨어진 시은이의 립밤을 주운 뒤에 다시 돌려주지 않고 가져간다. 별이가 하는 말을 장난으로 듣고 무시한 것이 화근이 되어 별이와 파파가 만들어낸 4번에 걸친 불운 끝에 별이에게 립밤을 돌려준다.
- 우사인 너트 - 12화 '내가 꼴지라니' 편에서 나온 인물이다. 자메이카 출신의 영어 강사. 블라블라 영어학원에서 근무 하고 있다. 별이와 한우 그리고 시은이가 속해있는 반의 담당 선생님이다. 한국어로 수업을 진행하는데 어려움이 없을 정도로 한국어에 능통하다. 달리기가 엄청 빠르지만 별이는 따라잡지 못한다. 자메이카의 육상 선수 '우사인 볼트'를 패러디 하였다.

## 주제가

### KBS[1]
- 여는 노래: 〈엄지척〉
  - 작사: 황승연, 이신범
  - 작곡: 이창희, 김준범
  - 편곡: 김준범
  - 노래: 이정은
  - 녹음&믹싱: 박승천
  - 녹음실: 무비클로저
- 닫는 노래: 〈아빠와 나〉
  - 작사: 석종서
  - 작곡&편곡: 최명희, 여하경, 김서현
  - 노래: 장혜지
  - 녹음&믹싱: 박승천
  - 녹음실: 무비클로저

### 투니버스[2]
- 여는 노래: 〈파파독 와이와이〉
  - 노래: 이정은
  - 작사: 이창희, 김준범
  - 작곡: 김준범, 방종서
  - 편곡: 방종서
- 마무리 노래: 〈아빠도 나도 파파독〉
  - 작사: 이창희, 김지혜
  - 노래: 별이(김서영), 파파(최한)
  - 코러스: Lua
  - 작·편곡: 박형규

## 제작진

### 시즌 1[3]
- 기획: 신동식
- 원작: CJ E&M
- 총감독: 한태호
- 책임 프로듀서: 석종서
- 기획 프로듀서: 김종민, 오지미, 이종혁, 고영완, 주현아
- 시나리오: 백선우, 이시은, 김영우, 최보림
- 제작 프로듀서: 정연희, 한아름
- 제작 진행: 차성현, 홍현숙
- 스토리보드: 김재우, 정인, 서경록, 박병산, 김형선, 김승민, 이주현, 김재원, 조준영, 고승현
- 스토리보드 체크: 한문중, 서원, 김준호
- 라인/컬러 아트디렉터: 한문중
- 캐릭터디자인: 정철연
- 배경/소품/서브캐릭터디자인: 서원, 김준호, 한지인
- 배경보드/색설계: 한문중, 한지인, 김준호
- 배경감독: 이윤호
- 배경: 김은미, 김은지, 이상엽, 이찬영, 김영재, 이유진
- 애니메이션 감독: 서원, 신상태, 이주현, 김영수, 송근식, 김성일
- 작화감독: 김승민, 박순옥, 이현정, 김산, 허경숙, 황미란
- 레이아웃/원화: 김성수, 이주현, 신상태, 전종민, 김승민, 안재호, 김영수, 안유선, 박주현, 장성호, 박명희
- 책임감독 : 유성섭
- 동화: 허경숙, 신선옥, 박득혜, 조정란, 김승미, 최정인, 김혜은, 강민영, 정은영, 박미라, 김진선, 권영, 윤진희, 강성권
- 동화제작협력: 애니하우스썬, 원우, 에이플린
- 채색: 최순이, 박정아, 지윤희, 고은이, 이정우, 김미진, 최민나, 김남희
- 촬영: 이석범, 김성준, 박지원
- 투자: 정찬경, 김민경
- 미디어사업: 고은주, 강유미, 김영일, 김윤식, 남궁진아, 문다솜, 서심지, 손민선, 이민순, 이세영, 이은선, 이재희, 임선아, 임정옥, 조승연
- 특별감독 : 한우섭, 박용섭, 유성신, 김병언, 최영수, 김기구, 손종삼, 오경수, 최정원, 강현식, 최수정, 우미애
- 아트디자인 : 강현섭, 김종선, 김지연
- 사업마케팅: 윤여민, 강한별, 구희준, 김민지, 김수경, 김영봉, 김은혜, 남경인, 성수희, 송윤지, 윤태철, 이선희, 조승희
- 브랜드디자인: 장우신, 김백준, 김유나, 김유정, 김윤경, 신경숙, 안희련, 이승민, 임주영, 정예지, 조재연, 차주현, 홍지예
- 사업 총괄: 한지수
- 캐릭터사업: 백승진, 김아람, 김윤중, 김은주, 김주만, 김진희, 송영은, 오소영, 우예림, 이두진, 이명일, 이용진, 전근기, 채민경
- 글로벌사업: 이현정, 김대현, 김승욱, 박설아, 엄의동, 이수지, 허화정
- 디지털사업: 이상호, 고지민, 김우경, 이강희, 허영민, 정찬원, 하선영, 현은지, 홍아름
- 목소리연출: 김이경
- 음악감독: 이창희
- 녹음: 두지현
- 믹싱: 김세광
- 효과: 김세광, 김학래
- 종합편집: 고재식
- 포스트 진행: 조일오
- 포스트 제작: CIC MEDIA
- 조연출 :강태현
- 녹음연출 : 김이경, 신길주
- 연출 : 김이경, 신길주
- 제작투자: CJ ENM, 3PAPAS, union INVESTMENT PARTNERS
- 저작권: CJ ENM, 3PAPAS, union INVESTMENT PARTNERS All rights reserved.
- 기획: KBS, 투니버스

### 2기 1부[4]
- 기획: 홍기성
- 원작: CJ ENM
- 편성: 남궁진아, 이민순, 이세영, 조승연, 문다솜, 류조은
- 브랜드 디자인: 김희정, 안희련, 강은희, 차주현, 김혜수, 김선화, 황예진, 류제인수정
- 마케팅: 류지원, 민지혜, 변유리, 엄정민, 이시은
- 제작 투자: 김영욱, 김형만
- 투자 진행: 정찬경, 김민경, 이은선, 손민선
- 기획 프로듀서: 김이경, 조승희, 김의진, 정송이
- 시나리오: 이시은, 이화선, 맹현, 백선우, 송혜진
- 배경 디자인·메인 배경: 한지인, 한문중
- 캐릭터·소품 디자인: 서원, 구한율
- 프리프로 협력업체: (주)레드독컬처하우스
- 콘티: 조영대, 우병규, 김미향
- 디지털 애니메이션 협력업체: CIEL 애니메이션, 위크레이티브
- 캐릭터 리깅: 김영진, 임명진
- 디지털 애니 감독: 차상기, 김도환
- 디지털 애니메이션: 최경운, 진민혜, 유이슬, 김혜숙, 선길숙, 류수정, 방재영, 최진영, 배지형, 이구순, 임연숙, 이보라, 지유나, 엄유정, 정유림, 장인선
- 촬영: 최무호, 고경인, 김유빈
- 제작 프로듀서: 이훈재
- 연출 퓨로듀서: 서원
- 총괄 프로듀서: 정연희
- 총감독: 한태호
- 음악감독: 이창희
- 음향효과: 파린 슐츠, 최은지
- 녹음·믹싱: 파린 슐츠
- 종합 편집: 정회범
- 포스트 연출: 조승희
- 조연출 : 강태현
- 녹음연출 : 최방옥
- 연출 : 최방옥
- 투자: KTH, CJ ENM
- 제작: 3PAPAS, CJ ENM
- 저작권: 3PAPAS, CJ ENM All rights reserved.
- 기획: KBS, 투니버스

### 2기 2부[4]
- 기획: 김영욱
- 원작: CJ ENM
- 콘텐츠 편성: 하나영, 이민순, 조승연, 문다솜, 류조은, 홍아름, 김진선, 진지혜, 박도은, 심소영
- 브랜드 디자인: 김희정, 안희련, 강은희, 차주현, 김혜수, 김선화, 황예진, 류제인수정
- 마케팅: 류지원, 변유리, 김창우, 이시은, 최주연
- 판권 사업: 성수희, 양정민, 김민지, 구희준, 신찬양, 임이레, 유혜정
- 제작 투자: 김영욱, 김형만
- 투자 진행: 정찬경, 김민경, 이은선, 손민선
- 기획 프로듀서: 김이경, 조승희, 정송이, 장지영
- 시나리오: 이시은, 이화선, 맹현, 김의진, 송혜진
- 배경 디자인·메인 배경: 한지인, 한문중
- 캐릭터·소품 디자인: 서원, 구한율
- 프리프로 협력업체: (주)레드독컬처하우스
- 콘티: 조영대, 우병규, 김미향
- 디지털 애니메이션 협력업체: CIEL 애니메이션, 위크레이티브
- 캐릭터 리깅: 김영진, 임명진
- 디지털 애니 감독: 차상기, 김도환
- 디지털 애니메이션: 최경운, 진민혜, 유이슬, 김혜숙, 선길숙, 류수정, 방재영, 최진영, 배지형, 이구순, 임연숙, 이보라, 지유나, 엄유정, 정유림, 장인선
- 촬영: 최무호, 고경인, 김유빈
- 제작 프로듀서: 이훈재
- 연출 퓨로듀서: 서원
- 총괄 프로듀서: 정연희
- 총감독: 한태호
- 음악감독: 이창희
- 음향효과: 파린 슐츠, 최은지
- 녹음·믹싱: 파린 슐츠
- 종합 편집: 정회범
- 포스트 연출: 조승희
- 조연출 : 남승철
- 녹음연출 : 최방옥
- 연출 : 최방옥
- 투자: KTH, CJ ENM
- 제작: 3PAPAS, CJ ENM
- 저작권: 3PAPAS, CJ ENM All rights reserved.
- 기획: KBS, 투니버스

## 목소리 출연
- 김서영: 유별
- 최한: 파파(유봉구)
- 김현지: 백향기(엄마)
- 이소은: 백설기(이모)
- 김지율: 김감욱
- 임윤선: 김미자(시은 엄마), 박동찬 1인 2역
- 김새해: 이시은
- 방연지: 최한우
- 김가령: 주현아
- 이새벽: 김우빈
- 김기흥: 강천
- 김율: 강백
- 김광국: 만수르
- 이인성: 최규칙(교감), 개 신령 1인 2역
- 이호산: 깜찍이, 강한이(담임) 1인 2역
- 강호철: 알렉스
- 김신우
- 손수호
- 정유정
- 유영
- 김다올
- 홍승효
- 강성우
- 이상호
- 박시윤
- 강새봄
- 김도희

## 방영 목록
| 회차       | 주제                        | 방송 일자       |
| ---------- | --------------------------- | --------------- |
| 1화        | 우리 아빠는 개 입니다       | 2016년 2월 12일 |
| 1화        | 개 키우게 해 주세요         | 2016년 2월 12일 |
| 2화        | 천하 장사 만만세            | 2016년 2월 18일 |
| 2화        | 미소 천사를 만나다          | 2016년 2월 18일 |
| 3화        | 치과 가기 싫어요            | 2016년 2월 25일 |
| 3화        | 엄마의 하루                 | 2016년 2월 25일 |
| 4화        | 놀이 공원 추격전            | 2016년 3월 3일  |
| 4화        | 반장은 내 거야              | 2016년 3월 3일  |
| 5화        | 별이가 왕따라고?            | 2016년 3월 10일 |
| 5화        | 오디션에 도전하다           | 2016년 3월 10일 |
| 6화        | 스마트폰 사 주세요          | 2016년 3월 17일 |
| 6화        | 출동! 개코 탐정단           | 2016년 3월 17일 |
| 7화        | 한 지붕 두 가족             | 2016년 3월 24일 |
| 7화        | 한우 남자 만들기            | 2016년 3월 24일 |
| 8화        | 따르릉 따르릉 유별 나가신다 | 2016년 3월 31일 |
| 8화        | 오싹오싹 학교 괴담          | 2016년 3월 31일 |
| 9화        | 엄마와의 데이트             | 2016년 4월 7일  |
| 9화        | 개 조각상을 찾아라          | 2016년 4월 7일  |
| 10화       | 패션왕 별이                 | 2016년 4월 21일 |
| 10화       | 아빠와 함께 춤을            | 2016년 4월 21일 |
| 11화       | 깜찍이, 엄마 마음을 빼앗다  | 2016년 4월 28일 |
| 11화       | 무서운 언니들               | 2016년 4월 28일 |
| 12화       | 오 마이 줄리엣              | 2016년 5월 5일  |
| 12화       | 내가 꼴찌라니               | 2016년 5월 5일  |
| 최종화(13) | 응답하라, 엄마의 어린 시절  | 2016년 5월 12일 |
| 최종화(13) | 방송국에 뜬 별이            | 2016년 5월 12일 |

| 회차                 | 주제                          | 방송 KBS 투니버스 일자                      |                                 |                                   |                                   |
| -------------------- | ----------------------------- | ------------------------------------------- | ------------------------------- | --------------------------------- | --------------------------------- |
| 1화                  | 언제까지 개로 살 테냐?        | 2018년 6월 7일 2018년 8월 8일               |                                 |                                   |                                   |
| 1화                  | 2화                           | 2018년 6월 7일 2018년 8월 8일               | 네 손은 내 손                   | 2018년 6월 14일                   |                                   |
| 3화                  | 2화                           | 100점을 향해 박치기                         | 2018년 6월 21일 2018년 8월 15일 | 2018년 6월 14일                   |                                   |
| 3화                  | 4화                           | 아줌마라니                                  | 2018년 6월 21일 2018년 8월 15일 | 2018년 6월 28일                   |                                   |
| 5화                  | 4화                           | 꽃미남 한우                                 | 2018년 7월 5일 2018년 8월 22일  | 2018년 6월 28일                   |                                   |
| 5화                  | 6화                           | 병원에서 꽃 핀 우정                         | 2018년 7월 5일 2018년 8월 22일  | 2018년 7월 12일                   |                                   |
| 7화                  | 6화                           | 천재견 파파                                 | 2018년 7월 19일 2018년 8월 29일 | 2018년 7월 12일                   |                                   |
| 7화                  | 8화                           | 아빠라고 불러다오                           | 2018년 7월 19일 2018년 8월 29일 | 2018년 7월 26일                   |                                   |
| 9화                  | 8화                           | 그들의 사정                                 | 2018년 8월 2일 2018년 9월 5일   | 2018년 7월 26일                   |                                   |
| 9화                  | 10화                          | 속고 살았어!                                | 2018년 8월 2일 2018년 9월 5일   | 2018년 8월 9일                    |                                   |
| 도둑 잡아라, 도둑    | 10화                          |                                             |                                 | 2018년 8월 9일                    |                                   |
| 11화                 | 2018년 9월 12일               | 2018년 8월 16일                             |                                 |                                   |                                   |
| 11화                 | 12화                          | 2018년 8월 16일                             | 앞머리 미스터리                 | 2018년 9월 6일                    |                                   |
| 13화                 | 12화                          | 시은과 한우 사이                            | 2018년 9월 12일 2018년 9월 19일 | 2018년 9월 6일                    |                                   |
| 13화                 | 개 조각상이 가까운 곳에 있다? |                                             | 2018년 9월 12일 2018년 9월 19일 |                                   |                                   |
| 14화                 | 한우가 싫은 100가지 이유      | 2018년 9월 19일 2018년 10월 3일             |                                 |                                   |                                   |
| 14화                 | 지하철 여행                   | 2018년 9월 19일 2018년 10월 3일             | 15화                            | 내가 광견병에 걸리다니!           | 2018년 10월 2일 2018년 10월 10일  |
| 백 vs 우빈           | 16화                          | 자매의 전쟁2018년 10월 8일 2018년 10월 17일 | 15화                            |                                   | 2018년 10월 2일 2018년 10월 10일  |
| 만수르의 하루        | 16화                          | 17화                                        | 힘센 여자 이시은                | 2018년 10월 10일 2018년 10월 24일 |                                   |
| 눈물의 데이트        | 18화                          | 17화                                        | 우정의 비밀 협정                | 2018년 10월 10일 2018년 10월 24일 | 2018년 10월 17일 2018년 10월 31일 |
| 슬기로운 용돈 생활   | 18화                          | 19화                                        | 대박 맛집의 비밀 1부            | 2018년 10월 24일 2018년 11월 7일  | 2018년 10월 17일 2018년 10월 31일 |
| 대박 맛집의 비밀 2부 |                               | 19화                                        |                                 | 2018년 10월 24일 2018년 11월 7일  |                                   |

### 시즌 2 파트2
| 회차        | 제목                                      | KBS 방송 일자   | 투니버스 방송 일자 |
| ----------- | ----------------------------------------- | --------------- | ------------------ |
| 1화         | 강천, 행동 개시!복면 영웅 유봉구          | 2019년 4월 17일 | 2019년 6월 5일     |
| 2화         | 우리 백이가 달라졌어요보그독이 보고 있다! | 2019년 4월 24일 | 2019년 6월 12일    |
| 3화         | 이모의 실연 극복기내 마니또에게           | 2019년 5월 1일  | 2019년 6월 19일    |
| 4화         | 만능 해결 감탄사가짜 파파와의 진짜 여행   | 2019년 5월 8일  | 2019년 6월 26일    |
| 5화         | 7일간의 달콤한 감금수상한 이웃의 정체     | 2019년 5월 15일 | 2019년 7월 3일     |
| 6화         | 할머니댁 귀신 소동개의 목소리가 들려      | 2019년 5월 22일 | 2019년 7월 10일    |
| 7화         | 전설의 개 깔때기수상한 이웃과의 하룻밤    | 2019년 5월 29일 | 2019년 7월 17일    |
| 8화         | 칭찬 딱지를 받아라꿈의 스포츠카를 향해!   | 2019년 6월 5일  | 2019년 7월 24일    |
| 9화         | 키 크기 대작전말하지 않아도!              | 2019년 6월 12일 | 2019년 7월 31일    |
| 10화        | 어쩌다 보디가드!내 친구 '한입만'          | 2019년 6월 19일 | 2019년 8월 7일     |
| 11화        | 신제품을 개발하라!천사가 선물한 시간      | 2019년 6월 26일 | 2019년 8월 14일    |
| 12화        | 위기의 잠옷 파티똑같이 똑같이 그려보아요  | 2019년 7월 3일  | 2019년 8월 21일    |
| 마지막 13화 | 찾고 뺏고 쫓고 쫓기고함께 찾는 행복       | 2019년 7월 10일 | 2019년 8월 28일    |

## 방영 목록
| 회차       | 주제                      | 방송 일자       |
| ---------- | ------------------------- | --------------- |
| 1화        | 방울방울 신난다           | 2024년 2월 17일 |
| 1화        | 시금치 싫어               | 2024년 2월 17일 |
| 2화        | 그림자는 무서워           | 2024년 3월 2일  |
| 2화        | 부글부글 화가 나          | 2024년 3월 2일  |
| 3화        | 씻기 싫어                 | 2024년 3월 9일  |
| 3화        |                           | 2024년 3월 9일  |
| 4화        | 잠들기 아쉬워             | 2024년 3월 16일 |
| 4화        | 내 생일도 몰라주고 서운해 | 2024년 3월 16일 |
| 5화        | 뿡뿡빵빵 시원해           | 2024년 3월 23일 |
| 5화        | 선생님 고마워요           | 2024년 3월 23일 |
| 6화        | 널 못 만나 섭섭해         | 2024년 3월 30일 |
| 6화        | 마음을 모르겠어           | 2024년 3월 30일 |
| 7화        | 쉬야를 해버렸어, 창피해   | 2024년 4월 6일  |
| 7화        | 내가 더 속상해            | 2024년 4월 6일  |
| 8화        | 왜 이렇게 어려워          | 2024년 4월 13일 |
| 8화        | 시간아 저리가 초조해      | 2024년 4월 13일 |
| 9화        | 말하기 부끄러워           | 2024년 4월 20일 |
| 9화        | 기다리기 지루해           | 2024년 4월 20일 |
| 10화       | 해내면 짜릿해             | 2024년 4월 27일 |
| 10화       | 내가 잘못했어, 미안해     | 2024년 4월 27일 |
| 11화       | 망가질까봐 걱정 돼        | 2024년 5월 4일  |
| 11화       | 고양이가 귀여워           | 2024년 5월 4일  |
| 12화       | 웃어보자 하하하           | 2024년 5월 11일 |
| 12화       | 괜찮아, 괜찮아            | 2024년 5월 11일 |
| 최종화(13) | 무지개 섬을 향해 영차     | 2024년 5월 18일 |
| 최종화(13) | 내 마음은 무지개          | 2024년 5월 18일 |

## 시청률

### 시즌 1
- AGB 닐슨 미디어리서치

| 회차 | 방송 일자       | 전국 시청률(증감치) |
| ---- | --------------- | ------------------- |
| 1회  | 2016년 2월 12일 | 0.4%                |
| 2회  | 2016년 2월 18일 | 0.4%                |
| 3회  | 2016년 2월 25일 | 0.6%                |
| 4회  | 2016년 3월 3일  | 0.1%                |
| 5회  | 2016년 3월 10일 | 0.3%                |
| 6회  | 2016년 3월 17일 | 0.1%                |
| 7회  | 2016년 3월 24일 | 0.2%                |
| 8회  | 2016년 3월 31일 | 0.3%                |
| 9회  | 2016년 4월 7일  | 0.3%                |
| 10회 | 2016년 4월 21일 | 0.4%                |
| 11회 | 2016년 4월 28일 | 0.2%                |
| 12회 | 2016년 5월 5일  | 1.0%                |
| 13회 | 2016년 5월 12일 | 0.4%                |

### 2기 1부
- AGB 닐슨 미디어리서치

| 회차 | 방송 일자        | 전국 시청률(증감치) |
| ---- | ---------------- | ------------------- |
| 1회  | 2018년 6월 7일   | 0.4%                |
| 2회  | 2018년 6월 14일  | 0.1%                |
| 3회  | 2018년 6월 21일  | 0.5%                |
| 4회  | 2018년 6월 28일  | 0.1%                |
| 5회  | 2018년 7월 5일   | 0.5%                |
| 6회  | 2018년 7월 12일  | 0.1%                |
| 7회  | 2018년 7월 19일  | 0.1%                |
| 8회  | 2018년 7월 26일  | 0.4%                |
| 9회  | 2018년 8월 2일   | 0.2%                |
| 10회 | 2018년 8월 9일   | 0.3%                |
| 11회 | 2018년 8월 16일  | 0.3%                |
| 12회 | 2018년 9월 6일   | 미집계              |
| 13회 | 2018년 9월 12일  | 미집계              |
| 14회 | 2018년 9월 19일  | 0.5%                |
| 15회 | 2018년 10월 2일  | 1.0%                |
| 16회 | 2018년 10월 8일  | 1.0%                |
| 17회 | 2018년 10월 10일 | 1.0%                |
| 18회 | 2018년 10월 17일 | 1.0%                |
| 19회 | 2018년 10월 24일 | 1.0%                |

## 필름북
| 권차 | 에피소드 | 출시일           |
| ---- | --- | ---------------- |
| 1권  | 우리 아빠는 개 입니다개 키우게 해주세요천하장사 만만세미소 천사를 만나다치과가기 싫어요엄마의 하루                 | 2016년 6월 20일  |
| 2권  | 놀이공원 추격전반장은 내꺼야내가 왕따라고?오디션에 도전하다스마트폰 사주세요출동! 개코 탐정단                      | 2016년 7월 20일  |
| 3권  | 한 지붕 두 가족한우 남자 만들기 작전따르릉 따르릉, 유별 나가신다오싹오싹 학교괴담엄마와의 데이트개 조각상을 찾아라 | 2016년 9월 20일  |
| 4권  | 패션왕 별이아빠와 함께 춤을깜찍이, 엄마 마음을 빼앗다무서운 언니들오 나의 줄리엣내가 꼴찌라니!                     | 2016년 12월 15일 |
| 5권  | 응답하라, 엄마의 어린시절방송국에 뜬 별이!온라인 게임목격자 별이체인지, 개가 된 별이천하장사, 시은에게 반하다      | 2017년 4월 15일  |

## 같이 보기
- 파파독 플러스
- 신비아파트